# A2 (Noord-Macedonië)
De A2 is een hoofdweg en gedeeltelijke autosnelweg in Noord-Macedonië. De weg loopt van de grens met Bulgarije via Kumanovo, Skopje, Tetovo, Gostivar en Struga naar de grens met Albanië. De weg is 306 kilometer lang; waarvan 130 kilometer autosnelweg. In Bulgarije loopt de weg verder als I-6 naar Kjoestendil en Sofia. In Albanië loopt de weg als SH9 verder naar Elbasan en Tirana.
De A2 is tussen Podmolje en Skopje is onderdeel van de E65, de Europese weg van Malmö in Zweden naar Chania in Griekenland. Tussen Kumanovo en Bulgarije is de weg onderdeel van de E871 tussen Kumanovo en Sofia. Het laatste deel, tussen Podmolje en Albanië, is onderdeel van de E852.

## Geschiedenis
Tijdens de Joegoslavische tijd bestond de A2 uit drie verschillende wegen. Dit waren de M2 tussen Bulgarije en Skopje, de M26 tussen Skopje en Podmolje en de M26.1 tussen Podmolje en Albanië.
Na de onafhankelijkheid van Macedonië werden de wegen hernummerd. De M2 werd ingekort tot het traject Kumanovo-Bulgarije. De verbinding tussen Kumanovo en Skopje werd onderdeel van de M-1. Ook werden de M26 en M26.1 samengevoegd tot de nieuwe M-4.
Deze wegnummers hebben tot 30 september 2011 bestaan. Op die dag werden de M-2 en M-4 samengevoegd tot de nieuwe A2.
De A2 wordt verder uitgebouwd tot autosnelweg tot Ohrid. Op 13 juli 2025 zijn de laatste twee nieuwe delen van de A2-snelweg in gebruik genomen, van Vrbjani tot Botun (15 kilometer) en van Klimeštani tot Podmolje (11 kilometer).
A1 · 
A2 · 
A3 · 
A4